# 車鼎晉
车鼎晋（1668年—1733年），湖广邵阳人（今湖南邵阳）。清朝学者、诗人。

## 生平
车鼎晋为车万育之子。康熙三十六年（1697年）中式丁丑科进士，选庶吉士，散馆授翰林院编修。康熙五十三年（1714年）提督福建學政。雍正十年（1732年），其弟車鼎丰、車鼎賁因刊刻呂留良之書被斬殺。车鼎晋惊惧终日，次年以忧悲离世。

## 著作
车鼎晋工书法。编有《全唐诗》。另著有《四书辨体》、《审音考异》、《天竹山房诗集》。

## 后代
子车敏来，康熙五十二年（1713年）进士。